# 村松潔
村松 潔（むらまつ きよし、1946年12月1日 - ）は、日本の翻訳家（英仏文学）。

## 人物・来歴
東京都江東区生まれ。臨海小学校卒。深川第三中学校卒。東京都立両国高等学校卒。
1971年 国際基督教大学教養学部 卒業。5年間フランスに留学、パリ大学でフランス現代文学を学ぶ。1974年 パリ大学3大学院 現代仏文学専攻修士課程修了。
1993年に訳出した『マディソン郡の橋』はベストセラーになった。
マティソン郡の橋の売上が頭打ちになっていた1993年、11月14日の「関口宏のサンデーモーニング」に取り上げられ一気に注文が来たという。

## 翻訳
- 『エリック・サティ』（アンヌ・レエ、白水社） 1985、のち白水社Uブックス
- 『ミステリーゾーン 2』（ロッド・サーリング、矢野浩三郎共訳、文春文庫） 1986
- 『偽の亡命詩人』（リチャード・ラウリー、文春文庫） 1987
- 『迎撃のスホーイ』（リシャール・ケルラン、文藝春秋） 1988、のち文春文庫
- 『ミスター・ノース』（ソーントン・ワイルダー、文藝春秋） 1989
- 『ジャズ1930年代』（レックス・スチュワート、草思社） 1990
- 『8（エイト）』（キャサリン・ネヴィル、文藝春秋） 1991、のち文春文庫
- 『ダーク・ハーフ』（スティーヴン・キング、文藝春秋） 1992、のち文春文庫
- 『ガンの神秘の扉をひらく 遺伝子治療の最前線から』（スティーヴン・A・ローゼンバーグ,ジョン・M・バリー、文藝春秋） 1993
- 『マタハリの恋 ヤング・インディ・ジョーンズ3』（原案:ジョージ・ルーカス、文春文庫） 1993
- 『青い湖水に黄色い筏』（マイケル・ドリス、文藝春秋） 1994
- 『写真集「マディソン郡の橋」』（マーク・F・ヘフロン、文藝春秋） 1994
- 『ホースウィスパラー』（ニコラス・エヴァンス、新潮社） 1996、のち新潮文庫
- 『旅の終わりの音楽』（エリック・フォスネス・ハンセン、新潮社、新潮クレスト・ブックス） 1998、のち新潮文庫
- 『グアヴァ園は大騒ぎ』（キラン・デサイ、新潮社、新潮クレスト・ブックス） 1999
- 『月曜日はいつもブルー』（アルノン・フルンベルク、草思社） 2000
- 『パリ左岸のピアノ工房』（T・E・カーハート、新潮社、新潮クレスト・ブックス） 2001
- 『ワインと戦争 ヒトラーからワインを守った人々』（ドン&ペティ・クラドストラップ、飛鳥新社） 2003
- 『炎への翼』1 － 2（ニコラス・エヴァンス、新潮社） 2004
- 『光の谷間』（テリー・ケイ、バジリコ） 2004
- 『遠い音』（フランシス・イタニ、新潮社、新潮クレスト・ブックス） 2005
- 『ヒストリー・オブ・ラヴ』（ニコール・クラウス（英語版）、新潮社） 2006
- 『海に帰る日』（ジョン・バンヴィル、新潮社、新潮クレスト・ブックス） 2007
- 『家族の終わりに』（リチャード・イエーツ、ヴィレッジブックス） 2008
- 『ディビザデロ通り』（マイケル・オンダーチェ、新潮社、新潮クレスト・ブックス） 2009
- 『無限』（ジョン・バンヴィル、新潮社、新潮クレスト・ブックス） 2010
- 『海底二万里』（ジュール・ヴェルヌ、新潮文庫） 2012
- 『いにしえの光』（ジョン・バンヴィル、新潮社、新潮クレスト・ブックス） 2013
- 『果報者ササル ある田舎医者の物語』（ジョン・バージャー,ジャン・モア、みすず書房） 2016
- 『眠れる森の美女 シャルル・ペロー童話集』（シャルル・ペロー、新潮文庫） 2016
- 『美女と野獣』（ボーモン夫人、新潮文庫） 2017
- 『家なき子』（エクトール・マロ、新潮文庫） 2019
- 『友だち』（シーグリッド・ヌーネス、新潮社、新潮クレスト・ブックス） 2020
- 『レニーとマーゴで100歳』（マリアンヌ・クローニン、新潮社、新潮クレスト・ブックス） 2022
- 『あなたの迷宮のなかへ　カフカへの失われた愛の手紙』（マリ＝フィリップ・ジョンシュレー、新潮社、新潮クレスト・ブックス） 2022
- 『オペラ座の怪人』（ガストン・ルルー、新潮文庫） 2022
- 『わたしがナチスに首をはねられるまで』（ミリアム・ルロワ、新潮社、新潮クレスト・ブックス） 2025

### テリー・ホワイト
- 『殺し屋マックスと向う見ず野郎』（テリー・ホワイト、文春文庫） 1988
- 『悪い奴は友を選ぶ』（テリー・ホワイト、文春文庫） 1989
- 『木曜日の子供』（テリー・ホワイト、文春文庫） 1991

### ポール・セロー作品
- 『モスキート・コースト』（ポール・セロー、中野圭二共訳、文藝春秋） 1987
- 『ハーフムーン・ストリート』（ポール・セロー、文藝春秋） 1988
- 『O＝ゾーン』（ポール・セロー、文藝春秋） 1991
- 『写真の館』（ポール・セロー、文藝春秋） 1995

### ロバート・ジェームズ・ウォラー作品
- 『マディソン郡の橋』（ロバート・ジェームズ・ウォラー、文藝春秋） 1993、文春文庫 1997
- 『スローワルツの川』（ロバート・ジェームズ・ウォラー、文藝春秋） 1994、文春文庫 1997
- 『マディソン郡の風に吹かれて』（ウォラー、文藝春秋） 1995、改題『一本の道さえあれば…』（文春文庫）1997
- 『ボーダー・ミュージック』（ウォラー、文藝春秋） 1997
- 『マディソン郡の橋 終楽章』（ウォラー、ソニー・マガジンズ） 2002 のちヴィレッジブックス

### トマス・H・クック作品
- 『夜の記憶』（トマス・H・クック、文春文庫） 2000
- 『心の砕ける音』（トマス・H・クック、文春文庫） 2001
- 『神の街の殺人』（トマス・H・クック、文春文庫） 2002
- 『闇に問いかける男』（トマス・H・クック、文春文庫） 2003
- 『孤独な鳥がうたうとき』（トマス・H・クック、文藝春秋） 2004
- 『蜘蛛の巣のなかへ』（トマス・H・クック、文春文庫） 2005
- 『緋色の迷宮』（トマス・H・クック、文春文庫） 2006
- 『石のささやき』（トマス・H・クック、文春文庫） 2007
- 『ローラ・フェイとの最後の会話』（トマス・H・クック、早川書房） 2011、ハヤカワ・ミステリ文庫 2013
- 『サンドリーヌ裁判』（トマス・H・クック、早川書房） 2015

### イアン・マキューアン作品
- 『初夜』（イアン・マキューアン、新潮社、新潮クレスト・ブックス） 2009
- 『ソーラー』（イアン・マキューアン、新潮社、新潮クレスト・ブックス） 2011
- 『甘美なる作戦』（イアン・マキューアン、新潮社、新潮クレスト・ブックス） 2014
- 『未成年』（イアン・マキューアン、新潮社、新潮クレスト・ブックス） 2015
- 『憂鬱な10か月』（イアン・マキューアン、新潮社、新潮クレスト・ブックス） 2018
- 『恋するアダム』（イアン・マキューアン、新潮社、新潮クレスト・ブックス） 2021